# Железная дорога 55
Железная дорога 55 — линия бельгийских железных дорог Гент — Тернёзен (Нидерланды, Зеландская Фландрия). Она является единственной железной дорогой Зеландской Фландрии. Эту железную дорогу построили в 1872 году. Пассажирское движение отменили в пятидесятых годах. Сейчас дорога одноколейная, неэлектрифицированная. Некоторые бельгийские политики предлагают возобновить пассажирское движение по этой дороге.